# Hrafnhildur Hanna Þrastardóttir
Hrafnhildur Hanna Þrastardóttir (* 14. Mai 1995 in Selfoss, Island) ist eine isländische Handballspielerin, die für die isländische Nationalmannschaft aufläuft.

## Karriere

### Im Verein
Hrafnhildur Hanna Þrastardóttir spielte ab dem Jahr 2011 in der Erstligamannschaft von UMF Selfoss. Bei UMF Selfoss stach die Rückraumspielerin als Torschützin heraus. Sie wurde in der Saison 2014/15 mit 159 Treffern, in der Saison 2015/16 mit 247 Treffern und in der Saison 2016/17 mit 174 Treffern jeweils Torschützenkönigin der höchsten isländischen Spielklasse. Im März 2017 zog sich Hrafnhildur Hanna Þrastardóttir einen Kreuzbandriss zu, woraufhin sie bis Dezember 2017 pausieren musste. Nachdem UMF Selfoss nach der Saison 2018/19 abgestiegen war, schloss sie sich dem französischen Erstligisten Bourg-de-Péage Drôme Handball an. In der Saison 2019/20 erzielte sie 84 Treffer in der höchsten französischen Spielklasse. Anschließend schloss sie sich dem isländischen Erstligisten ÍBV Vestmannaeyja an. Mit ÍBV gewann sie im Jahr 2023 den isländischen Pokal.

### In Auswahlmannschaften
Hrafnhildur Hanna Þrastardóttir nahm mit der isländischen Jugendnationalmannschaft an der offenen Europameisterschaft 2012 in Göteborg teil, die Island auf dem zehnten Platz abschloss. Sie erzielte im Turnierverlauf 16 Treffer. Später rückte sie in das Aufgebot der isländischen Juniorinnennationalmannschaft auf. Seit dem Jahr 2014 gehört sie dem Kader der  isländischen A-Nationalmannschaft an.

## Sonstiges
Ihre Schwester Hulda Dís Þrastardóttir spielt ebenfalls Handball.